# Aleksandra Polewska
Aleksandra Polewska (ur. 17 czerwca 1974 w Koninie) – polska pisarka i publicystka.
Autorka książek dla dzieci i dorosłych (współpracuje z wydawnictwami „Rafael”, „Czerwony Konik”, „Apostolicum”, „Wydawnictwem Ojców Franciszkanów”, „MAWI”, „Expertia”) oraz publikacji prasowych krajowych i zagranicznych („Przewodnik Katolicki”, „Niedziela”, „Opiekun”, „W drodze”, „Polska The Times”, „Modny Kraków”, „Dobre Książki”, „Życie Uniwersyteckie”, „Dlaczego?”, „Ład Boży”, „Niedziela w Chicago”, „Orione.pl”, etc.).
Absolwentka i doktorantka Wydziału Prawa i Administracji na Uniwersytecie im. Adama Mickiewicza w Poznaniu oraz studiów podyplomowych z zakresu dziennikarstwa Wydziału Nauk Politycznych i Dziennikarstwa UAM w Poznaniu.

## Publikacje
Książki dla dzieci
- „Bajkowe biografie” 2007 (II wydanie 2014)
- „Z pamiętnika Gwiazdki Betlejemskiej” 2008
- „Ofra zza błyszczącej bramy” 2008
- „Mali ogrodnicy z Cyreny” 2008
- „Jesse łotrzyk” 2008
- „Pamiętnik małej Faustynki” 2010 (II wydanie 2015)
- „Król Sobieski i sekretna perła” 2009
- „Robertino - tajna broń Polaków” 2009
- „Anioły i głuchy telefon” 2009
- „Tajemnicza Księga” 2011
- „Wielkie małe kobietki” 2012 (Tytuł znalazł się na liście "Książka, którą każda dziewczyn(k)a przeczytać powinna" magazynu "Wysokie Obcasy")
- „Nie bój się Józefie” 2013
- „Trzecie urodziny Prosiaczka” 2014
- „Płótno, które widziało” 2015
- „Ptasie nieszpory” 2016
- „Słowiańskie policzki” 2016
- „Objawienia Maryjne” książka z filmem animowanym w serii „Uczta Duchowa” 2016
- „Wtorek z Aniołem Stróżem” 2018
- „Święty Stanisław Kostka. Wyprawa za głosem powołania” 2018  (komiks)
- „Jan Paweł II i tajemnica fatimska” 2018 (komiks)
- „Opowieści biblijne dla dzieci” 2018
- „O dwóch takich, co nie bali się terrorystów” 2018 (komiks)
- „Mundziu, co z ciebie wyrośnie?” 2019
- „Konrad. Imię dla rycerza” 2019
- „Jezus Chrystus. Historia zbawienia świata” 2019 (komiks)
- „Agnieszka Czeska” 2019
- „Utkani apostołowie” 2019
- „O niegrzecznej dziewczynce, która została świętą” 2019
- „Perełka” 2019
- „Srebrna rybka” 2019
- „Kryształek soli” 2019
- „Dwie Klary” 2019
- „Kaczka w herbie” 2019
- „Święta Rodzina” 2019 (komiks)
- „Był sobie raz zielony las” 2020
- „Jak Helenka została siostrą Faustyną” 2020
- „Kardynał Stefan Wyszyński” (komiks) 2020
- „Zbuntowany królewicz i latający mnich” 2020
- „Królowa i królewna” 2020
- „Francuzik i jego uparty braciszek” 2020
- „Światełka w mroku” 2020
- „O dwóch takich, co nie bali się terrorystów” 2020 (książka)
- „Bitwa pod Trzcianą” 2022 (komiks)
- „Kornel Morawiecki” 2023 (komiks)
- „Solidarność Walcząca” 2024 (komiks)
- „Baśnie pisane anielskim piórem” 2020
- „Jak Walt został Disney’em” [sic!] 2024[2]

Pozostałe książki
- „Stróżowie poranka. Niezwykłe świadectwa uczestników Światowych Dni Młodzieży” 2008
- „Na tropach biblijnych tajemnic” 2008
- „Cuda, znaki, boskie interwencje - z wielką historią w tle” 2009
- „Wizje, proroctwa, przepowiednie. Święci, mistycy, prorocy” 2010
- „Historie miłosne” 2009
- „Przygotowanie do beatyfikacji Jana Pawła II - Rekolekcje” (współautorstwo) 2010
- „Jan Paweł II - Niezwykłe historie” (współautorstwo) 2011
- „Wielkie relikwie chrześcijaństwa” 2012
- „Zniszczę Twój Kościół” 2012
- „Broń, która zmienia świat” 2012
- „Piątek, który zmienił wszystko” 2013
- „Boży wariaci” 2013
- „Cuda w historii Polski” 2013
- „Narodziny, które zmieniły świat” 2013
- „Miejsca Święte w Polsce” tom V (współautorstwo) 2014
- „Narodziny” – wydanie specjalne „Narodzin, które zmieniły świat” z filmem „Dziecko zwane Jezus” w serii „Uczta Duchowa” 2014
- „Akta Edessy – Historia Kościoła do degustacji” 2015 (Tłumaczenie ukraińskie 2018)
- „Tajemnice kościelnych procesów. Porywające batalie sądowe w historii Kościoła” 2017
- „Cuda, które zmieniły świat” 2017
- „Cuda różańcowe” 2017
- „Zamek Książ. Legendy i tajemnice” 2019 (współautorstwo)
- „Palec Boży” 2021
- „Słownik działaczy i współpracowników Solidarności Walczącej 1982-1990” 2022
- „Razem damy radę!” 2023

Świąteczne opowiadania dla dzieci (z cyklu „Bajkowych biografii”) opublikowane przez tygodnik „Niedziela"
- „Chłopiec z zapałkami” 2004 (opowiadanie ukazało się również w języku rosyjskim, w rosyjskiej edycji czasopisma)
- „Przygoda wigilijna” 2005
- „Wór pełen prezentów” 2006
- „Tajemnica Cichej Nocy” 2007
- „Błękitny podarunek” 2008
- „Niezwykły sen babci Heleny” 2009
- „Bójcie się chłopców z małych miasteczek” 2009
- „Najlepszy przyjaciel Lolka” 2009
- „Kolęda małego szlachcica” 2010
- „Wesołych świąt, Osiołku!” 2012
- „Ucho” 2013
- „Jak św. Łukasz opisał historię Bożego Narodzenia” 2013
- „Cukierki Królowej Jadwigi” 2014
- „Piłka nad piłkami” 2014
- „Opowieści mirry i aloesu” 2015
- „Jak Helenka została Faustyną” 2015
- „Życzenie Trzech Króli” 2017
- „Co słonko zdziałało?” 2017
- „Męska wyprawa” 2017
- „Strach na Szwedów” 2018

Inne
- Libretto do oratorium O św. Józefie Kaliskim, muzyka Piotr Pałka – 2018/2019
- Współautorka scenariusza do filmu fabularnego Opiekun w reżyserii Dariusza Reguckiego – 2023[3]
- Współautorka scenariusza do filmu dokumentalnego Jur. Historia prawdziwa w reżyserii Grzegorza Juchiewicza – 2021

## Nagrody
- Medal „Mater Verbi” 2004
- III nagroda w kategorii „Świadkowie historii” w I Ogólnopolskim Konkursie Historycznym „Solidarność Walcząca 1982–1990” 2017[4]
- Wyróżnienie w kategorii „Książka dla młodzieży” za komiks O dwóch takich, co nie bali się terrorystów – Nagroda Wydawców Katolickich „Feniks” 2019